# Mark Benecke

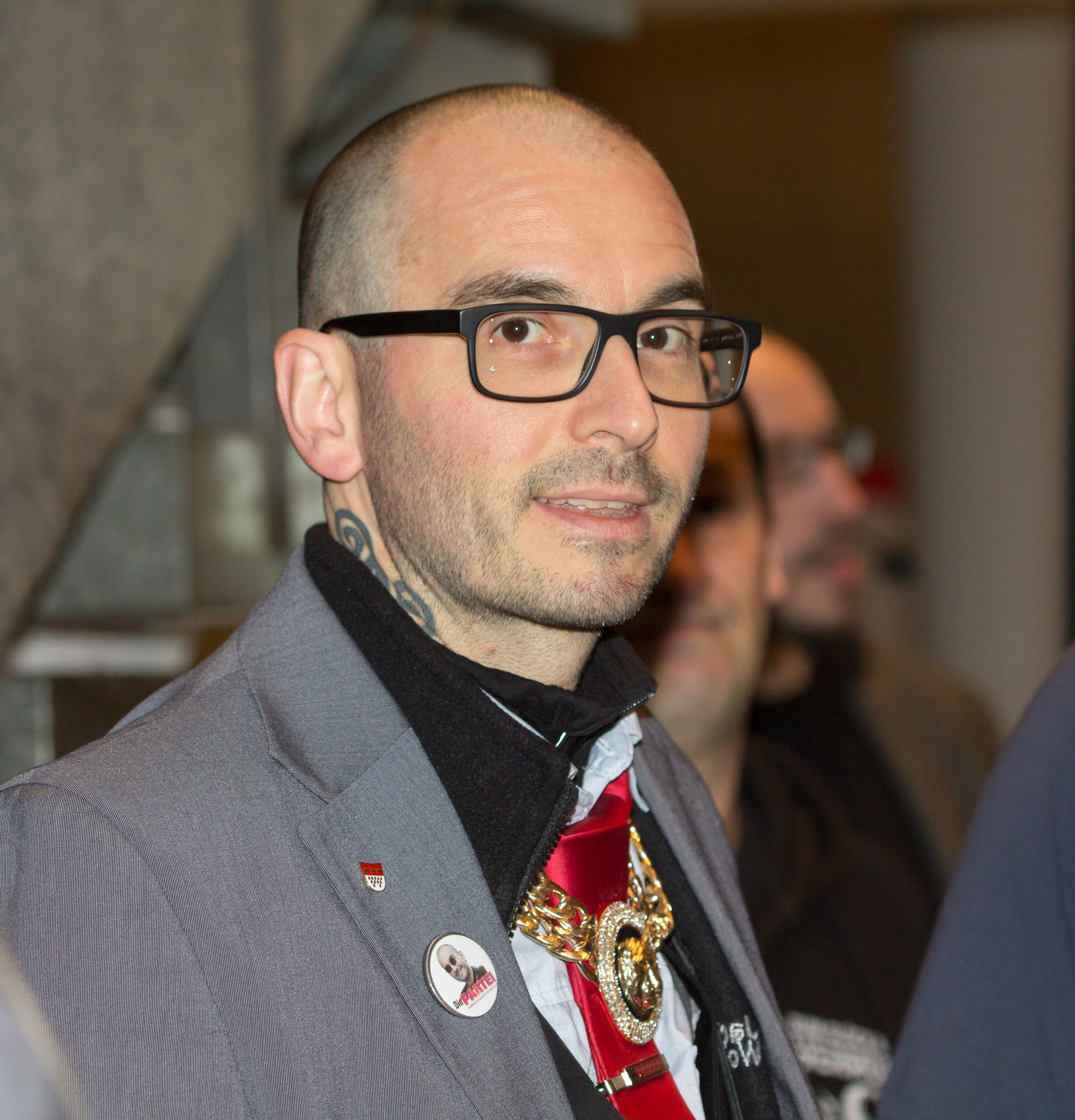
Mark Benecke (2004)

Mark Benecke (n. 26 august 1970 in Rosenheim, Bavaria) este un biolog, criminalist și entomolog german.